# Gerolf Annemans
Gerolf Emma Jozef Annemans (ur. 8 listopada 1958 w Antwerpii) – belgijski i flamandzki polityk oraz prawnik, długoletni poseł krajowy, przewodniczący Interesu Flamandzkiego, deputowany do Parlamentu Europejskiego VIII, IX i X kadencji.

## Życiorys
Z wykształcenia prawnik, dyplom licencjata uzyskał w 1982. Działał w organizacjach studenckich na Universitaire Instelling Antwerpen. Zaangażował się w działalność nacjonalistycznego i separatystycznego Bloku Flamandzkiego. Po jego rozwiązaniu został w 2004 członkiem Interesu Flamandzkiego. W 2012 stanął na czele tego ugrupowania.
W 1987 uzyskał po raz pierwszy mandat posła do federalnej Izby Reprezentantów. Z powodzeniem ubiegał się o reelekcję w kolejnych wyborach (1991, 1995, 1999, 2003, 2007 i 2010). Był m.in. przewodniczącym frakcji parlamentarnej swojego ugrupowania. Pełnił również funkcję radnego Brasschaat, następnie został radnym Antwerpii. W 2014 z listy swojego został wybrany na eurodeputowanego VIII kadencji. Z powodzeniem ubiegał się o reelekcję w wyborach europejskich w 2019 i 2024.